# Orchha
Orchha (of Urchha) is een stad in het district Niwari, India, gelegen aan de rivier de Betwa, 80 kilometer van Tikamgarh en 15 kilometer van Jhansi.
De stad werd gesticht in 1501 door Maharaja Rudra Pratap Singh, als zetel van het gelijknamige vorstenland. In 2001 had Orchha 10.000 inwoners, waarvan 53% mannen en 47% vrouwen.
De stad is populair bij toeristen, vanwege onder andere de Ram Raja-tempel, de Chhatri aan de rivieroever, het Orchhapaleis, en de Jahangir Mahal; een voorbeeld van de Mogoolse architectuur.